# Tomaszów Mazowiecki (gemeente)
De gemeente Tomaszów Mazowiecki is een landgemeente in het Poolse woiwodschap Łódź, in powiat Tomaszowski (Mazovië).
De zetel van de gemeente is in Tomaszów Mazowiecki.
Op 30 juni 2004 telde de gemeente 9663 inwoners.

## Oppervlakte gegevens
In 2002 bedroeg de totale oppervlakte van gemeente Tomaszów Mazowiecki 151,3 km², waarvan:
- agrarisch gebied: 45%
- bossen: 44%

De gemeente beslaat 14,75% van de totale oppervlakte van de powiat.

## Demografie
Stand op 30 juni 2004:
| Omschrijving                   | Totaal | Totaal | Vrouwen | Vrouwen | Mannen | Mannen |
| ------------------------------ | ------ | ------ | ------- | ------- | ------ | ------ |
| eenheid                        | aantal | %      | aantal  | %       | aantal | %      |
| inwoners                       | 9663   | 100    | 4903    | 50,7    | 4760   | 49,3   |
| bevolkingsdichtheid (inw./km²) | 63,9   | 63,9   | 32,4    | 32,4    | 31,5   | 31,5   |

In 2002 bedroeg het gemiddelde inkomen per inwoner 1197,27 zł.

## Administratieve plaatsen (sołectwo)
Cekanów, Chorzęcin, Ciebłowice Duże, Ciebłowice Małe, Dąbrowa, Godaszewice, Jadwigów, Karolinów, Komorów, Kwiatkówka, Łazisko, Niebrów, Sługocice, Smardzewice, Swolszewice Małe, Świńsko, Tresta Rządowa, Twarda, Wąwał, Wiaderno, Zaborów Drugi, Zaborów Pierwszy, Zawada, Zawada-Kolonia.
Zonder de status sołectwo : Jeleń

## Aangrenzende gemeenten
Inowłódz, Lubochnia, Mniszków, Sławno, Tomaszów Mazowiecki, Ujazd, Wolbórz